# Ascea
Ascea község (comune) Olaszország Campania régiójában, Salerno megyében. Területén találhatók az ókori város, a világörökség részét képező Velia romjai.

## Fekvése
A megye délnyugati részén fekszik, a Tirrén-tenger partján. Határai: Casal Velino, Castelnuovo Cilento, Ceraso, Pisciotta és San Mauro la Bruca. A cilentói tengerpart egyik legfőbb üdülőtelepülése. 

## Története
A település az ókori görög Elea területén alakult ki a 11. század elején. A 19. század elején lett önálló község, amikor a Nápolyi Királyságban felszámolták a feudalizmust.

## Népessége
A népesség számának alakulása:

## Főbb látnivalói
- Velia romjai
- Palazzo Ricci
- Santa Sofia-templom
- San Michele Arcangelo-templom
- Sant’Antonio da Padova-kápolna
- Santa Maria-kápolna